# Рескупорід VI

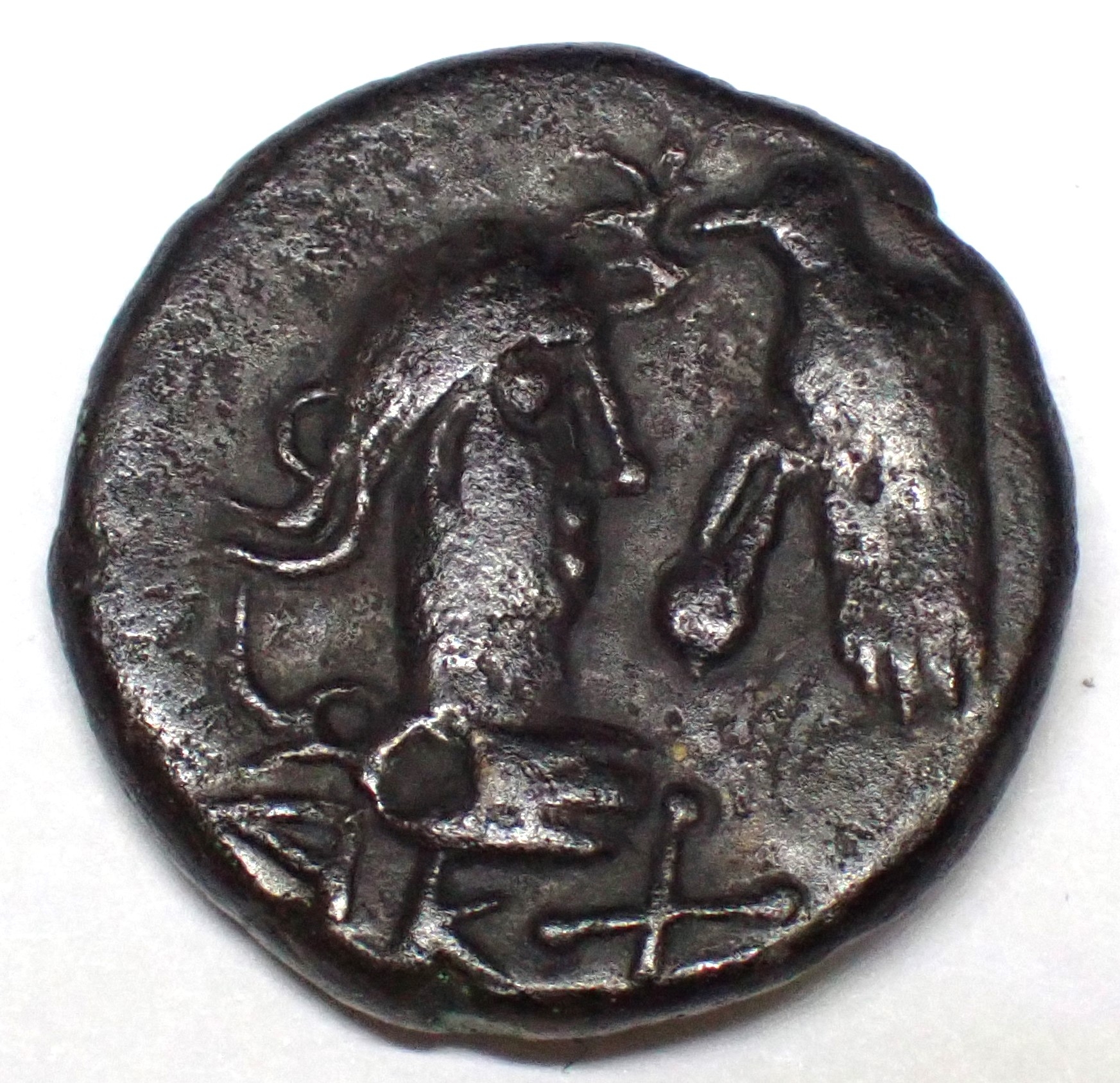
Реверс монети Рескупоріда VI

Тиберій Юлій Рескупорід VI (*Τιβέριος Ἰούλιος Ῥησκούπορις Στ' , д/н —341/342) — цар Боспору в 303—341/342 роках. Ймовірно перший монарх-християнин Боспору.

## Життєпис
Походив з династії Тиберіїв Юліїв. Син боспорського царя Фофорса. При народженні отримав ім'я Оліот. У 303 році стає співволодарем батька, змінивши ім'я на Рескупорід. Його нумерація частково суперечна, оскільки деякі дослідники не рахують засновника династії Аспурга як Рескупоріда I, а також є гіпотеза щодо тотожності Рескупоріда IV і Рескупоріда V. З огляду на це він може носити номер V або IV. Втім за повною нумерацією є Рескупорідом VI.
Став співправителем батька напевне після поразки заколоту останнього проти Риму, придушеного херсонесцями. Фактично урядував в державі до смерті Фофорса у 308 або 309 році. У 309 році зробив своїм співправителем в азійській частині молодшого брата Радамсада. До 320 років якість боспорської монети погіршувалися, для їх карбування Рескупорід VI наказав використовувати навіть латунь.
Після смерті брата-співправителя у 322 або 323 році Рескупорід VI зробив новим співволодарем сина або онука Савромата IV — Рескупоріда VII. В цей час, скориставшись війною за владу в Римській імперії, яка не могла спрямувати війська до Таврії, Рескупорід VI вирішив взяти реванш за поразку свою батька у війні з Херсонесом. Перебіг цієї кампанії достеменно невідомий, проте боспорському цареві не вдалося здолати Херсонес. Зрештою було встановлено кордон неподалік від сучасного Судаку.
В середині 330-х років Рескупорід VI ймовірно вимушений був прийняти християнство, оскільки в Римський імперії остаточно затвердився Костянтин Великий, прихильник цієї релігії. Натомість звертається до римлян, щоб ті за сплату щорічної данини допомогли забезпечити йому захист від зовнішніх ворогів, але не отримав значної допомоги. Останні відомі монети представляють царя з тіарою і написом BACILEWC RHCKOVPORIC, на зворотньому боці — римського імператора Костянтина I Великого. Це свідчить про відновлення підладності Риму. Вони датуються 336 роком. Після цього карбування боспорської монети припиняється (до того вважалося, що це сталося десь 332 року).
У 335 році для оборони основних портів та міст за наказом Рескупоріда було споруджено стіну на таманському півострові. Роботи провів архітектор Євтих.
Втім у 336—337 році в Боспорі відбулися заворушення, ймовірно пов'язані з амбіціями сина царя Савромата, який повалив Рескупоріда VII, ставши у 337 році співцарем Савроматом V.
У 341 або 342 року Боспор стикнувся з загрозою з боку готів, король яких Германаріх переміг боспорське військо захопивши Пантікапей. В цій війні загинули або були страчені Рескупорід VI та Савромат V. Поховальні предмети Рескупоріда VI (V) зараз знаходяться в музеї Ермітаж (Санкт-Петербург, Росія).
Владу було передано васалу готів Рескупоріду VIII (VII).

## Родина
- Савромат V, цар у 337—341/342 роках
- Анна або Нана, дружина Міріана III, царя Іберії. Грузинська свята.